# Liverpool Football Club 1997-1998
Questa voce raccoglie le informazioni riguardanti il Liverpool Football Club nelle competizioni ufficiali della stagione 1997-1998.

## Rosa
| N. |                              | Ruolo | Calciatore          |
| -- | ---------------------------- | ----- | ------------------- |
| 19 | Stati Uniti (bandiera)       | P     | Brad Friedel        |
| 1  | Inghilterra (bandiera)       | P     | David James         |
| 22 | Trinidad e Tobago (bandiera) | P     | Tony Warner         |
| 6  | Irlanda (bandiera)           | D     | Phil Babb           |
| 20 | Norvegia (bandiera)          | D     | Stig Inge Bjørnebye |
| 23 | Inghilterra (bandiera)       | D     | Jamie Carragher     |
| 12 | Inghilterra (bandiera)       | D     | Steve Harkness      |
| 2  | Inghilterra (bandiera)       | D     | Rob Jones           |
| 3  | Norvegia (bandiera)          | D     | Bjørn Tore Kvarme   |
| 21 | Scozia (bandiera)            | D     | Dominic Matteo      |
| 14 | Inghilterra (bandiera)       | D     | Neil Ruddock        |
| 5  | Inghilterra (bandiera)       | C     | Mark Wright         |
| 15 | Rep. Ceca (bandiera)         | C     | Patrik Berger       |

| N. |                        | Ruolo | Calciatore             |
| -- | ---------------------- | ----- | ---------------------- |
| 17 | Inghilterra (bandiera) | C     | Paul Ince              |
| 19 | Irlanda (bandiera)     | C     | Mark Kennedy           |
| 8  | Norvegia (bandiera)    | C     | Øyvind Leonhardsen     |
| 4  | Irlanda (bandiera)     | C     | Jason McAteer          |
| 7  | Inghilterra (bandiera) | C     | Steve McManaman        |
| 24 | Inghilterra (bandiera) | C     | Danny Murphy           |
| 11 | Inghilterra (bandiera) | C     | Jamie Redknapp         |
| 16 | Inghilterra (bandiera) | C     | Michael Thomas         |
| 25 | Inghilterra (bandiera) | C     | David Anthony Thompson |
| 9  | Inghilterra (bandiera) | A     | Robbie Fowler          |
| 18 | Inghilterra (bandiera) | A     | Michael Owen           |
| 13 | Germania (bandiera)    | A     | Karl-Heinz Riedle      |